# Băneasa, Giurgiu
Baneasa là một xã thuộc hạt Giurgiu, România. Dân số thời điểm năm 2002 là 5670 người.